# Berg, Tegelsmora socken
Berg är en by i södra delen av Tegelsmora socken, mellersta Uppland.
Berg ligger intill länsväg 292, cirka 1 kilometer sydöst om Örbyhus. I norr gränsar byn mot Upplanda. Dannemora-Hargs Järnväg passerar genom byn.
I Berg möts länsvägarna 292, C 715 samt C 717.
Byn omtalas första gången 1439. Under 1500-talet var den en by om mantal skattejord.